# Life (livre)
Pour les articles homonymes, voir Life (homonymie).
Life est l’autobiographie de Keith Richards, le célèbre guitariste des Rolling Stones, écrit avec l’aide du journaliste James Fox. Publié en octobre 2010, le livre est disponible en format papier, livre audio et livre numérique et raconte l’amour du guitariste pour la musique, sa découverte de la musique blues, ses relations turbulentes avec Mick Jagger, ses addictions aux drogues et ses relations avec les femmes, y compris Anita Pallenberg et sa femme Patti Hansen. Richards publia au même moment la compilation Vintage Vinos, une compilation de son travail avec les Winos X-Pensive.
Il a été rapporté que l’éditeur Little, Brown and Company paya une avance de 7,3 millions de dollars, après avoir lu un extrait de dix pages de l’autobiographie. James Fox interrogea Keith Richards sur une durée de cinq ans pour produire le livre. Life a été dans l’ensemble bien accueilli par les critiques et atteint la première place dans la catégorie des livres de Non-Fiction dans la New York Times Best Seller list la première semaine de sa sortie. Une controverse est née à la suite des commentaires de Richards faits sur Mick Jagger, notamment concernant les organes génitaux de celui-ci .

## Résumé
Life est un mémoire portant sur la vie de Keith Richards, commençant par son enfance à Dartford, dans la partie nord ouest du Kent jusqu’à son succès avec les Rolling Stones et sa vie actuelle dans le Connecticut. Son intérêt pour la musique est né par sa mère, Doris, qui passait des disques de Sarah Vaughan, Billy Eckstine et Louis Armstrong, et par son grand-père maternel, Augustus Theodore Dupree, un ancien joueur de big band, qui l'encouragea à se mettre à la guitare. Durant son adolescence, il rencontra Mick Jagger à l’école et ils découvrirent qu’ils partageaient le même intérêt pour la musique blues. Au début des années 1960, Keith Richards emménagea dans un appartement de Londres, partagé avec Jagger et Brian Jones. En collaboration avec Bill Wyman, Ian Stewart et Charlie Watts, les Rolling Stones furent fondés en 1962, faisant des concerts au Ealing Jazz Club et au Crawdaddy Club.
Le livre retrace la carrière du guitariste chez les Stones depuis 1962, où ils commencèrent leur carrière en jouant dans des petits clubs londoniens jusqu’à atteindre le sommet en se produisant dans des stades. Il traite également des problèmes de drogues du guitariste, de ses arrestations et condamnations, ses relations avec un certain nombre de femmes, dont Anita Pallenberg, Marianne Faithfull, Ronnie Spector et Patti Hansen qu’il a épousée en 1983.
Le difficile partenariat entre Jagger et Richards est également mentionné tout au long de l’œuvre. De plus, Richards accorde beaucoup d’attention à son intérêt pour la musique, son style de jeu et la construction d’accord, à ses projets extérieurs aux Rolling Stones, comme les Winos X-Pensive et l’enregistrement avec les Wingless Angels en Jamaïque, ainsi que des collaborations avec Chuck Berry et Gram Parsons entre autres.

## Production
James Fox, journaliste et auteur de White Mischief : The Murder of Lord Erroll, a été crédité en tant que coauteur. Il avait déjà interviewé le guitariste en 1973 et les deux furent amis depuis. Il passa des « centaines d’heures » avec Richards à son domicile des Caraïbes, mais aussi au Royaume-Uni, pour réunir toute la documentation utile au livre . Il interviewa Richards en détail ainsi que de nombreux collaborateurs. Les interviews furent menées d’une façon particulière : tout en parlant, Richards jouait de la musique et Fox lui fournit un micro-cravate. Le sujet ne fut pas traité par ordre chronologique. Certaines séances ont duré quelques heures, tandis que les passages les plus douloureux pour le guitariste furent évoqués brièvement. Le projet dura cinq années .
« Une fois que le manuscrit a été achevé, il [Fox] s’assit en face de Richards et lut le livre entier à voix haute… Il s’est avéré être un rédacteur né. » Rebecca Dana du Daily Beast dit de Life qu’il « traite de toutes les bases : le sexe, les drogues, les riffs de guitare, l’ampleur de la dotation de Mick Jagger. Il creuse également dans les endroits les plus délicats, y compris les relations tumultueuses avec Anita Pallenberg et la mort de leur fils. »

## Publication
Life a été publié par Weidenfeld & Nicolson au Royaume-Uni et par Little, Brown and Company aux États-Unis le 26 octobre 2010. Il débuta à la première place sur la liste des hardcover nonfiction du New York Times et y resta deux semaines,. Il passa également six semaines dans la liste des best-sellers du USA Today, atteignant la troisième place.
La version audio de l’autobiographie a été publiée, lue par Keith Richards, Johnny Depp et le musicien Joe Hurley. Le livre est disponible en téléchargement numérique et a été publié en format e-book. La version livre de poche est sortie en mai 2011.
Parallèlement à la publication de Life, Richards publia Vintage Vinos, une compilation de titres de son groupe Winos X-Pensive ainsi que quelques titres inédits. Le 28 octobre 2010, la BBC diffusa une interview de 60 minutes avec Keith Richards dans son programme The Culture Show, menée par Andrew Graham Dixon. Le programme traitait de son enfance à Dartford, sa passion pour la musique et la décennie qui a catapulté les Rolling Stones au rang de plus grand groupe de rock. Le programme fut d’ailleurs rediffusé le 12 novembre 2010.

## Réception

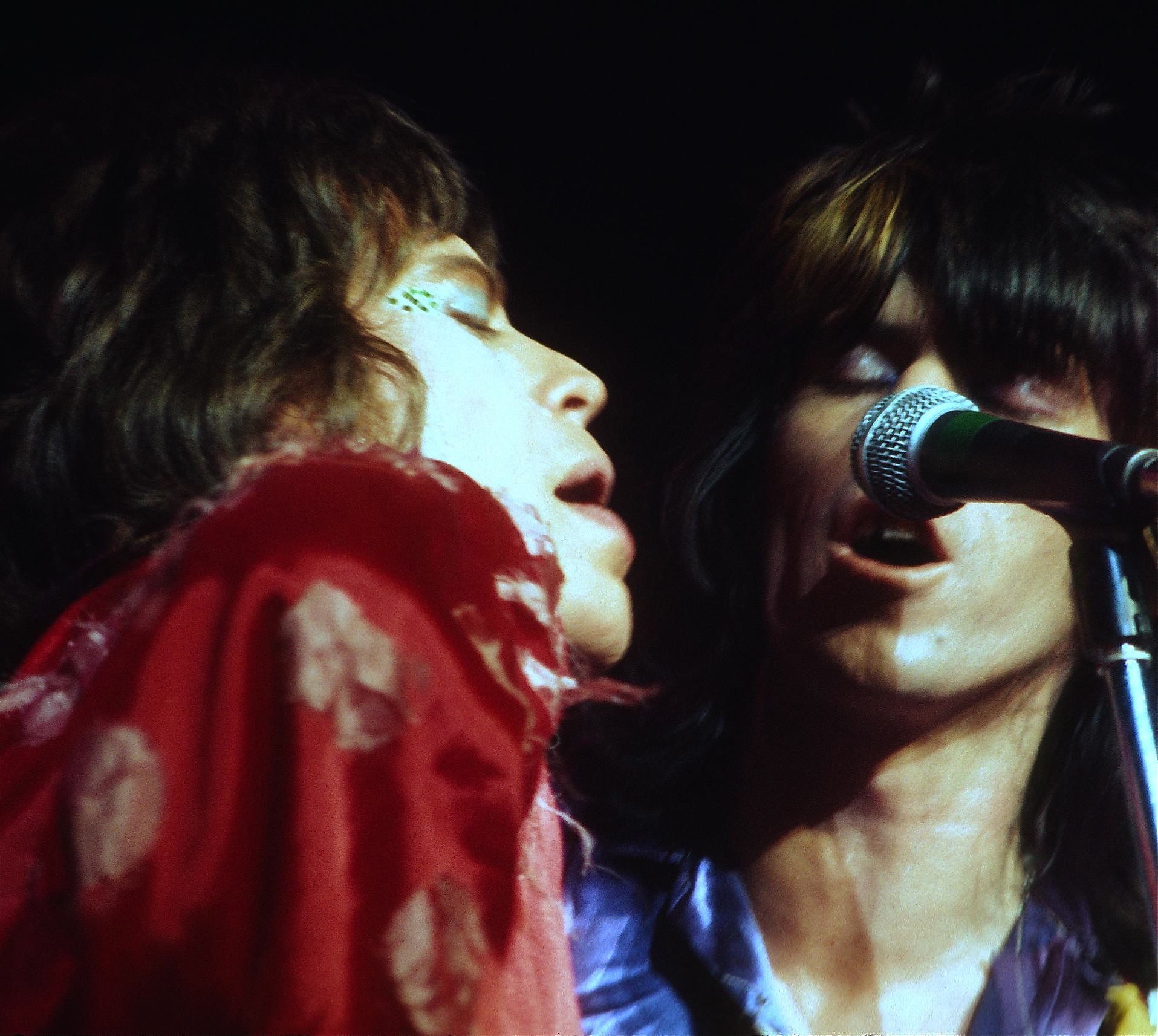
Keith Richards (droite) et Mick Jagger (gauche)

Le livre a été généralement bien accueilli par la critique, avec plusieurs observations sur l’honnêteté de l’œuvre. Charles Spencer du Daily Telegraph a écrit que « Life offre bien plus que des sensations fortes. Il saisit le vrai esprit du rock and roll, l’essentiel de la vie sur la route, et tout ce que procure le fait d’être un héroïnomane qui ne sait pas où sa prochaine dose proviendra. Il saisit également de façon émouvante l’amour extraordinaire de Richards pour la musique - une addiction encore plus puissante que celle à l’héroïne – et peut-être plus étonnamment, son comportement décent au même titre qu’un être humain. » Jim Fusilli du Wall Street Journal a déclaré que « M. Richards écrit avec une introspection désarmante sur son enfance, sa famille et la gloire. Et il est fort probable qu’aucun musicien de rock n’ait déjà écrit si intensément sur les joies de la réalisation musicale. Avec un sentiment chaleureux d’humour et d’enthousiasme pour partager sa douleur, M. Richards dans Life défie presque toutes les opinions du public sur lui. » John Walsh de The Independent commente le livre en disant qu’« Il [Richards] raconte sa vie de manière complète, imprudente, en tant que révélation. Parfois, cela ressemble à un homme qui râle dans un téléscripteur ; parfois, dans les parties plus nettes et réfléchies, nous pouvons reconnaitre l’écriture de son coauteur, James (White Mischief) Fox. Mais les mots d’ordre de ce livre sont l’honnêteté, le confessionnalisme, racontant cela de manière sérieuse. » Le New York Times dit « M. Richards, aujourd’hui âgé de 66 ans, écrit avec franchise et immédiateté. Il a décidé qu’il raconterait comme il s’en souvient, et à l’aide de carnets, de lettres et d’un journal intime qu’il tenait auparavant, il se souvient de presque tout. »
Concernant les relations qu’entretient Richards avec Mick Jagger, Graham Smith du Daily Mail dit « Sans surprise, le guitariste des Rolling Stones n’est pas totalement flatteur envers son ami d’enfance. Mais personne ne s’attendait à ce qu’il anéantisse le statut de Jagger en tant que légendaire homme à femmes, en révélant que le chanteur a un 'minuscule zizi', avant de citer Richards : Parce que j’aime énormément l’homme ; je suis encore son pote. Mais il rend difficile le fait d’être son ami. » Tom Bryant du Daily Mirror a écrit « Keith dit que son partenaire 'commença à devenir insupportable' au début des années 1980, en ajoutant : Je pense que Mick considère que je lui appartiens, mais je ne me suis pas retrouvé dans sa loge depuis 20 ans. »

## Prix
Le livre audio de Life remporta deux prestigieux Audie Awards en 2011 : celui du Livre Audio de l’année et celui de la Meilleure Biographie/Mémoires. De plus, le livre audio fut élu 1er Livre Audio d’Amazon de l’année 2010. Life reçut en 2011 le Norman Mailer Prize dans la catégorie Biography.